# Juraj Herz
Juraj Herz (4. září 1934 Kežmarok – 8. dubna 2018) byl česko-slovenský režisér, scenárista a herec a významný tvůrce československé filmové nové vlny. 
Studoval fotografii na Umělecko-průmyslové škole v Bratislavě a později režii a loutkoherectví na DAMU v Praze. V letech 1960–1961 hrál a režíroval v pražském divadle Semafor. Od roku 1961 působil jako asistent režie a později i jako režisér v Praze na Barrandově. Během své kariéry měl kvůli odvážné filmové tvorbě, která ne vždy odpovídala požadavkům tehdejšího režimu, problémy s cenzurou a politickým tlakem. V roce 1987 odešel do Německa, kde pracoval zejména pro televizi. V pozdějších letech žil opět převážně v Česku a točil další filmy. Byl členem Evropské filmové akademie.
Na filmech spolupracoval s kameramany jako Stanislav Milota, Jozef Šimončič nebo Jiří Macháně. Dobře se znal a spolupracoval také s výtvarníkem a režisérem Janem Švankmajerem.
Ve své práci byl ovlivněn především de Sicovým filmem Zloději kol a Felliniho 8 a půl. Jeho dílo se řadí k československé nové vlně a vyznačuje se prvky hororu, specifického humoru a erotiky. Mezi jeho nejznámější filmy patří na Oscara navržená hororová komedie Spalovač mrtvol, televizní film Sladké hry minulého léta, za který získal Zlatou nymfu a Grand Prix na MTF Monte Carlo, drama Petrolejové lampy, které bylo uvedené na FF v Cannes, pohádka Panna a netvor nebo první horor Upír z Feratu. Za své celoživotní dílo také obdržel v roce 2009 Českého lva. V roce 2010 obdržel na festivalu v Karlových Varech Křišťálový glóbus za dlouholetý umělecký přínos světové kinematografii.

## Život a dílo

### Dětství na Slovensku a koncentrační tábor
Jeho rodiče byli Židé, ale v roce 1943 se nechali z obav před transportem pokřtít. Rodina se skrývala v německé vesnici Eisdorf, nechali je u sebe nezištně němečtí sedláci. Pak se k Herzovým dostala zpráva, že už se nemají čeho obávat, a tak se vrátili domů, do Kežmarku. Tam je okamžitě zatkli Hlinkovi gardisté a následoval transport do koncentračního tábora. Původně byla rodina spolu v Ravensbrücku, později je rozdělili. Celá rodina přežila, matku osvobodili Britové, otce Američani a Juraje, který byl mezitím přesunut do Sachsenhausenu, Rusové. Když se Herzovi po válce vrátili, z gardistů byli partyzáni, Eisdorf už neexistoval a všichni Němci byli odsunuti.
Prožitky z koncentračního tábora pro něj znamenaly jakýsi předěl, který přehlušil všechny jeho vzpomínky z dětství. On sám říká, že pak už nebyl dítě. „V Kežmarku bylo jediné kino a mě do něj pouštěli klidně na mládeži nepřístupné filmy. Jako jediného. Před vchodem stál policista a když se ho ostatní děti ptaly, jak to, že ho pustí a je ne, on řekl: Herz může, ten už všechno prožil.“ Rozčarování z poválečného vývoje na Slovensku a současný obdiv některých Slováků k Tisovu režimu u něho vyvolal jistou averzi k jeho rodišti.

### Vzdělání
Vystudoval uměleckoprůmyslovou školu v Bratislavě v oboru fotografie. Úspěšně složil v roce 1954 zkoušky na herectví na VŠMU, ale rektor Ján Borodáč mu oznámil, že ho nemohou přijmout kvůli jeho zevnějšku, kvůli němuž by v tehdejším hereckém repertoáru neměl co hrát. Poté se přihlásil do Prahy na DAMU na oboru režie a loutkoherectví, kde ho přijali do ročníku s Janem Švankmajerem, se kterým po vojně krátce dělal experimentální divadlo v Semaforu. Herecky debutoval ve filmu Zbyňka Brynycha Každá koruna dobrá. Režisér si při natáčení všiml jeho zájmu a nabídl mu místo asistenta režie, kde Herz strávil dva roky prací na filmech Transport z ráje a Neschovávejte se, když prší. Další dva roky pracoval jako pomocný režisér pro Jána Kadára na filmech Obžalovaný a Obchod na korze. Také Kadárova přímluva na Barrandově mu pomohla natočit jeho první film Sběrné surovosti. V roce 1963 se objevil jako tančící číšník v hudebním klipu Oliver Twist režiséra Borise Moravce.

### 60. léta
První nabídku na samostatnou režii dostal v polovině 60. let od Jaromila Jireše, který ho přizval k natáčení povídkového filmu Perličky na dně podle povídek pro film nově objeveného Bohumila Hrabala. Na celku se měli podílet jednotlivými krátkými filmy režiséři tzv. československé nové vlny, vesměs absolventi FAMU. Již od počátku se potýkal s problémy, krom Jireše a Schorma ho všichni absolventi prestižní FAMU přehlíželi, Kadár se za něho musel zaručit a Herz si musel sehnat svého kameramana, než mohl začít natáčet vlastní povídku, kterou nazval Sběrné surovosti. Vzhledem k tomu, že spolupráce s ním i s Bohumilem Hrabalem byla shledána přínosnou, začal jednat o natočení filmu podle novely Ostře sledované vlaky, ale z toho nakonec sešlo.
Sběrné surovosti překročily stopáž 30 minut, proto byly, podobně jako povídka Ivana Passera, promítány samostatně (před německou detektivkou). Paradoxně je tak vidělo zřejmě víc diváků, protože Perličky na dně neměly vysokou návštěvnost.
Svůj první celovečerní film Znamení raka natočil na motivy knihy Poslední večeře (1966) Hany Bělohradské, což byla zdravotní sestra a spisovatelka. Kniha z prostředí nemocnice vypráví mimo jiné o lékařích alkoholicích, protekčně dosazených komunisty v nadřízených funkcích a senilních profesorech, kteří určují politiku kliniky. Natáčení filmu téměř skončilo katastrofou. Představitel hlavní role skončil před postprodukcí na protialkoholní léčebně a postsynchronní dabing dělal Jiří Sovák. Lékaři byli rozhořčení postavou nekvalifikovaného lékaře komunisty (v podání Ilji Prachaře) a proti filmu protestovali. Zákazu filmu zabránil dr. Charvát, vlivný ředitel zařízení, kde se natáčelo, který i přes své výhrady, že film ukazuje věci, které by pacienti neměli vědět, film podpořil jako podařené umělecké dílo.
Na výsledném sestřihu filmu se také nepříznivě podepsala schvalovací komise, která vyžadovala vystřihnout většinu scén se sexuálním podtextem. V roce 1968 natočil v Itálii vystřižené scény znovu za peníze italského producenta, ale nedostal příležitost konečný střih dokončit. Finální verzi filmu nikdy neviděl.
Na Znamení raka navázal hudební komedií Kulhavý ďábel o rok později, kde si napsal titulní roli ďábla Asmodeje, ale film opět poznamenala schvalovací komise. Scénář byl tak moc pozměněn, že jej nechtěl natočit, ale produkce ho k tomu přinutila.

### Spalovač mrtvol
Svůj asi nejznámější film, Spalovač mrtvol, natočil podle stejnojmenné novely Ladislava Fukse, u které ho zaujal hlavně název, méně potom obsah. Proto dva roky s Fuksem pracoval na pozměněném scénáři. Během příprav, natáčení i dokončování filmu měl poprvé za svou kariéru úplně volné ruce a film natočil zcela podle svých představ a chuti, jako hororovou komedii.
„Jediný film, který je takový, jaký jsem ho chtěl, je Spalovač mrtvol, s výjimkou jedné scény. Film původně končí vizí záběrem na hlavní postavu, která se stává spalovačem pro Stranu – nikdy jsem nezmínil, že jde o nacistickou stranu, vždycky to byla prostě jen Strana. Pak přišla ruská okupace a my udělali delší konec: dva zaměstnanci krematoria sedí v kavárně v Reprezentačním domě a za oknem projíždějí ruské okupační tanky. Zaměstnanci mluví o panu Kopfrkinglovi, byl to tak milý pán, co se s ním stalo? Další záběr ukazuje Muzeum v troskách. Velké okno odráží smutné tváře lidí po zničení Muzea a mezi nimi je zpátky pan Kopfrkingl a usmívá se. Natočili jsme to a promítli v roce 1969 řediteli Barrandova, který byl proti a nařídil vystřižení. Netuším, kam se sekvence poděla; možná ji ředitel spálil, protože se bál následků.“
Film putoval pár týdnů po svém uvedení do trezoru. „A najednou získal na strašlivé aktuálnosti, protože byl o konformistovi. Po srpnu se nejžádanějšími typy stali právě konformisté. Najednou byl zoufale aktuální: o lidech, kteří otáčeli. Proto ho zakázali.“
S Fuksem připravili další dva scénáře podle knih, Příběh kriminálního rady, pro který plánoval obsadit do rolí otce a syna opět Rudolfa Hrušínského a jeho syna Jana. Další scénář byl založen na novele Myši Natálie Mooshabrové. Komunisti ale další spolupráci Herze se spisovatelem zakázali.

### Normalizace
Po Spalovači, v době nastupující normalizace, byl ve špatné situaci. Dostal nabídku natáčet na Slovensku televizní film Sladké hry minulého léta. Opět přišly problémy. Při natáčení se potýkal s faktem, že většina obsazených herců byli alkoholici. Potom film vyhrál v Monte Carlu cenu Grand Prix pro nejlepšího režiséra a kameramana Doda Šimončiče, což přímo pro něj osobně znamenalo odměnu 10 000 švýcarských franků. Československá televize na něm tuto peněžní odměnu vysoudila.
Poté mu bylo na Barrandově umožněno natočit apolitický film  Petrolejové lampy podle stejnojmenného románu Jaroslava Havlíčka. I přesto cenzura při schvalování hotového filmu vystřihla scénu, kde Štěpa táhne na zádech svého těžce nemocného manžela poté, co nedokázal spáchat sebevraždu. Ústřednímu dramaturgu Ludvíku Tomanovi totiž připadalo, že postavy spolu souloží. Do titulní role obsadil Ivu Janžurovou, kterou považoval za nejlepší českou herečku a znal ji ze Znamení raka.
Po Petrolejových lampách se rozhodl natočit film na motivy románu Jessie a Morgiana Alexandra Grina. Grinův příběh pojednává o dvou sestrách, jedné hodné a druhé zlé, ale on sám rozšířil děj tak, že se jedna ze sester uprostřed filmu probudí a zjistí, že žádnou sestru nemá a nikdy neměla. Schvalovací komise proti této verzi jedné schizofrenní osoby zakročila a scénář k filmu Morgiana musel dějově odpovídat předloze.
Natáčení bylo obtížné a jemu se výsledný film nelíbil. Využil ho hlavně jako příležitost zkoušet filmové triky ve scénách, kde se setkávají obě sestry. Za film byl nicméně odměněn cenou Zlatý Hugo v Chicagu a od režimu neumožněním dalšího natáčení filmů, protože se kritikům film zdál příliš sadomasochistický, morbidní a strašidelný. Dva roky pracoval v Československé televizi a znovu mohl začít točit film teprve poté, co ruská delegace v Praze zhlédla Morgianu a pochvalně se o ní vyjádřila.
Zrušení zákazu filmování pro něj znamenalo podmínku – může jako režisér pracovat, pokud natočí film z prostředí dělnické třídy. V roce 1974 tento problém vyřešil zfilmováním knihy Inventura u Světlušek autorky Jaromíry Kolárové pod názvem Holky z porcelánu.
Ani tento film nebyl bez problémů. Při schvalovacím procesu mu komise vytkla, že z příslušnic dělnické třídy udělal prostitutky, a další spolupráci s Kolárovou mu komunisté zakázali, ale návštěvnost Holek z porcelánu byla výborná, a tak byl vzat na milost, směl opět točit filmy bezkonfliktní: pohádky, komedie.
Předchozím filmem objevil mladou herečku Dagmar Veškrnovou. Oblíbil si ji a obsadil ji do své nové kriminální komedie Holka na zabití. Jejich další spolupráce, připravovaný projekt „Automatická holka“, už ale nevyšla, protože opět přišel zákaz filmovat.
K další práci se dostal, když v roce 1976 přijal nabídnutý scénář pro Den pro mou lásku, který už šest režisérů odmítlo, protože byl špatný.
Aby se vyhnul točení politicky motivovaných filmů, natočil dvě pohádky. Nabídli mu scénář k nové verzi filmu Kráska a zvíře, který chtěl dělat kvůli příležitosti využít hororové scény. Film si přejmenoval na Panna a netvor, aby tím zdůraznil odklon od nevinné pohádkové předlohy. Rozpočet byl vysoký, proto další pohádku Deváté srdce natočil ve stejných kulisách. Oba filmy se točily na přeskáčku a natáčení obou trvalo 90 dní mezi roky 1978 a 1979.
Komedii Buldoci a třešně natočil z existenčních důvodů, plat řadového režiséra třetí kategorie na Barrandově totiž nepostačoval k obživě jeho rodiny. Měl sice pravidelný příjem i když netočil, ale pro rodinu to nestačilo. O natočení ho požádal bývalý ministr vnitra. Ten umožnil natáčet v Nizozemsku, Rakousku a Itálii. Hrála v něm řada českých komediálních herců, jako byl Dvořák, Šimek, Sobota, Veškrnová nebo Bohdalová. Při natáčení tragicky zemřel herec Jiří Hrzán. Na vyznění filmu se podepsal špatný scénář.
Spisovatel Josef Nesvadba mu nabídl k natočení svou povídku „Upír LTD“, podle které v roce 1981 vznikl první hororový film Upír z Feratu. Název odkazoval k slavnému expresionistickému filmu Upír Nosferatu. Na výsledku se opět podepsalo vystřižení řady drastických scén komunistickou cenzurou.
V roce 1984 natočil film Straka v hrsti. Původně scénář napsal tehdy zakázaný autor Antonín Přidal. Schválení scénáře i následné filmování šlo hladce, režisér dokonce mohl operovat s rozpočtem kolem 20 miliónů, přičemž potřeboval 4. Poté, co vyšlo najevo, že se nejedná o další středověkou pohádku, ale o velmi těžko stravitelnou stylizovanou středověkou satiru, měl film problémy již při postprodukcí. Poté byl okamžité umístěn na 13 let do trezoru.
Zákaz filmu byl pro Herze poslední kapkou. Rozhodl se, že odejde ze země. Opět ho postihl zákaz natáčet filmy, ale mezitím dostal ze Slovenska nabídku natočit komedii Sladké starosti. Ta se následně stala vůbec nejznámější slovenskou komedií.

### Zastihla mě noc
Narazil na scénář Jaromíry Kolárové, se kterou měl zakázáno spolupracovat. Zaujalo ho jedno slovo – Ravensbrück. Tam byl nacistický koncentrační tábor, ve kterém byl on sám v dětském věku internován, proto začal vyvíjet snahu o natočení filmu právě o tomto tématu. Musel přesvědčit ředitele Barrandova a režiséry, kteří již byli pro film vybráni – Jireše a Balíka. Scénář popisoval osud komunistky Jožky Jabůrkové, ale on sám scénář přepsal tak, že spíše než osud Jabůrkové připomínal osud Mileny Jesenské a podle tohoto scénáře film Zastihla mě noc také natočil.
Zastihla mě noc si dobyl značný úspěch dokonce i na Západě. Také z něho o deset let později okopíroval Steven Spielberg scénu do svého Schindlerova seznamu s ženami jdoucími do sprch a obávajícími se, že se jedná o plynovou komoru.
V této době se již začal připravovat na emigraci do západního Německa. Musel ještě natočit koprodukční pohádku Galoše šťastia. Při natáčení se seznámil se svou druhou ženou Terezou Pokornou. Řekl jí, že chce emigrovat. Natočil pro peníze televizní seriál Gagman, protože nevěděl, jaké to bude v Německu.

### Kariéra v Německu
S Němci spolupracoval už před emigrací. Začali dělat se Slováky pohádky a na něj se obrátili, aby natočil Andersenovy Galoše štěstí. Emigroval v roce 1987. Jeho působení na Západě, na rozdíl od jeho československých děl, už nijak vody nerozvířilo. Natočil zde např. dvě epizody ze seriálu o komisaři Maigretovi (Maigret a hlava muže – 1994, Maigret klade past – 1995), několik dalších televizních filmů, pohádky Hloupá Augustina, Žabí král (na které spolupracoval s Janem Švankmajerem) a koprodukční pohádku s ČR Císařovy nové šaty.

### Návrat do Česka
Po Císařových nových šatech mu v Německu nabídl český producent Karel Dirka adaptaci knihy Pasáž autora Karla Pecky. Problém byl najít dobrý scénář, nejdřív se příběh pokoušel adaptovat německý scenárista, ale výsledek se mu nezamlouval, tak se scénář pokusil napsat Lubor Dohnal, ale ani tomu se nedařilo. Celý tento proces trval dva roky a producent to vzdal.
Potom potkal francouzského producenta, pro kterého režíroval epizody ze seriálu Maigret. A ten mu nabídl tutéž knihu k zfilmování. Zprvu ji odmítl, ale nakonec se nechal přesvědčit. Pokoušel se pracovat s francouzským scenáristou a pojmout film jako příběh v kafkovském stylu bez politického vyznění knihy. Nakonec se rozhodl napsat scénář sám, což byl jeho první vlastní scénář. Sám označuje Passage a Spalovače mrtvol jako jediné dva filmy v kariéře, při kterých mu do natáčení a postprodukce nikdo nezasahoval.
V Čechách byl ohlas negativní, film byl uváděn, navíc kvůli špatnému distributorovi, v kinech pouze týden. Jinde ve světě zaznamenala Passage pozitivní ohlasy. Proto dostával nabídky na další projekty ve Francii a Litvě. Premiéra Passage vedla k uspořádání retrospektiv jeho tvorby. Zpětný zájem o jeho starší filmy vedl k nárůstu mezinárodní obliby Spalovače mrtvol, který se stal ve Francii druhým nejnavštěvovanějším filmem roku.
I přesto se odmlčel a další nabídku na film přijal v roce 2008. Šlo o horor podle scénáře Martina Němce původně nazvaný Tma, během natáčení přejmenovaný na T. M. A.. Tento horor se zaměřuje na dvojici, která se přestěhovala do opuštěného domu, a hraje v něm důležitou roli vypořádání se se zločiny spáchanými Němci během druhé světové války. Po jeho dokončení plynule přešel k natáčení filmu Habermannův mlýn, který zachycuje osud českého Němce před, během a po druhé světové válce.
Zemřel ve věku 83 let.

## Filmografie

### Režijní filmografie
- 1965 Sběrné surovosti
- 1966 Znamení Raka
- 1968 Kulhavý ďábel
- 1968 Spalovač mrtvol
- 1969 Sladké hry minulého léta (TV)
- 1971 Petrolejové lampy
- 1972 Morgiana
- 1972 Dotek motýla (TV)
- 1973 Toulavý Engelbert (TV)
- 1974 Holky z porcelánu
- 1975 Holka na zabití
- 1976 Den pro mou lásku
- 1978 Panna a netvor
- 1978 Deváté srdce
- 1979 Křehké vztahy
- 1981 Buldoci a třešně
- 1981 Upír z Feratu
- 1983 Straka v hrsti
- 1984 Sladké starosti
- 1985 Zastihla mě noc
- 1986 Přezůvky štěstí (Galoše šťastia)
- 1987 Gagman (TV)
- 1991 Žabí princ (Der Froschkönig)
- 1993 Die dumme Augustine (Hloupá Augustina)
- 1994 Císařovy nové šaty
- 1996 Passage
- 2000 Politik a herečka (TV)
- 2004 Tajné sny (TV)
- 2004 Černí baroni (TV seriál)
- 2009 Dívka a kouzelník (TV)
- 2009 T. M. A. – podle scénáře k filmu vznikla i stejnojmenná kniha, kterou Juraj Herz napsal společně s Martinem Němcem, knihu T.M.A. vydalo Nakladatelství Fragment (2009).
- 2010 Habermannův mlýn

### Herecká filmografie (výběr)
- 1993 Císařovy nové šaty
- 1987 Gagman (TV seriál)
- 1977 Což takhle dát si špenát
- 1968 Kulhavý ďábel[3]
- 1965 Obchod na korze
- 1964 Kdyby tisíc klarinetů
- 1964 Limonádový Joe aneb Koňská opera

## Ocenění
V roce 2004 získal na Zlín Film Festivalu ocenění Zlatý střevíček za mimořádný přínos kinematografii pro děti a mládež. Slovenský prezident Andrej Kiska Juraji Herzovi v lednu 2017 předal Řád Bílého dvojkříže.

### Rozhovory
- Mám hrůzu rád rozhovor s Petrem Volfem
- Rozhovor pro Týdeník Rozhlas rozhovor z roku 2006
- Juraj Herz hostem Na plovárně v roce 2006
- Juraj Herz hostem v Českém rozhlasu 30minutový rozhovor z prosince 2008 o natáčení Tmy
- Jsem žid antisemita Archivováno 20. 6. 2009 na Wayback Machine. – rozhovor pro Reflex v roce 2008
- Juraj Herz hostem v Uvolněte se, prosím v roce 2009
- Videorozhovor s Jurajem Herzem na FANZINE v roce 2011
- (anglicky) Drowning the bad times rozsáhlý rozhovor pro webzine Kinoeye